# Gestió del coneixement
La gestió del coneixement és una disciplina acadèmica transversal establerta durant la dècada de 1990. S'encarrega de dissenyar i implementar sistemes per a identificar, capturar i compartir sistemàticament tot el coneixement involucrat dins d'una organització, per tal que aquest pugui proporcionar valor afegit i contribuir a la consecució dels objectius perseguits per la mateixa organització. Inclou àmbits com la gestió empresarial, gestió estratègica, informàtica i gestió documental.

## Història
Els esforços per millorar la gestió del coneixement tenen una llarga trajectòria dins del sector empresarial, que passa per les reunions de treball, l'aprenentatge formal i el personalitzat, els fòrums de discussió en línia, les biblioteques corporatives i els programes de mentorització. Amb l'aparició dels ordinadors durant la segona meitat del segle xx, van anar apareixent progressivament adaptacions de tecnologies específiques per a la gestió del coneixement, tal com les bases de dades, sistemes d'experts, repositoris d'informació, sistemes de decisió de grup, intranets o xarxes de treball col·laboratiu, que intentaven optimitzar-ne els esforços.
Va emergir com a disciplina científica a principis dels anys 90. Inicialment era defensada pels mateixos promotors de la disciplina, professionals en actiu, fins que Skandia va contractar a Leif Edvinsson com el primer Chief Knowledge Officer (CKO) a nivell mundial. El 1999 es va introduir el terme gestió del coneixement personal, per a referir-se a la gestió del coneixement a títol individual.
A nivell empresarial, es van començar a publicar diversos reculls de casos d'estudi on es mencionava la importància de la gestió del coneixement en els àmbits estratègics, de processos i avaluació d'organitzacions. Es va detectar que les persones i les seves realitats culturals, influïen de manera directa en la creació, disseminació i aplicació del coneixement, tant a nivell personal, com social i que influïen directament en la gestió d'organitzacions.

## Característiques
El coneixement és el resultat de la interpretació cognitiva de la informació que rep cada individu o col·lectiu. Es troba influenciat tant per les condicions històriques, culturals i socials com pel medi o el canal de comunicació en el que es transmet, així com per l'actitud pròpia davant la vida. El coneixement social o grupal és el resultat de la transmissió de coneixements individuals diferents. La gestió del coneixement intenta optimitzar aquests processos. Per fer-ho, es nodreix de les diverses disciplines:
- Les ciències cognitives que proporcionen els fonaments teòrics de l'aprenentatge.
- L'Enginyeria de les organitzacions que estudien els fluxos d'informació i els models organitzatius.
- L'economia del coneixement que analitza els efectes econòmics de la generació del coneixement i dels models organitzatius .
- La gestió documental, que estableix les metodologies i els estàndards per al tractament de la informació
- La tecnologia de la informació i comunicació (TIC) que proporciona les infraestructures del hardware i del programari.

Els esforços en gestió del coneixement sovint es fan per assolir objectius com optimitzar la gestió, crear d'avantatges comparatives, compartir allò après o fomentar processos de millora contínua dins de l'organització. Aquests esforços es poden solapar amb l'aprenentatge organitzatiu, i se'n diferencien per la seva major intenció en fer servir la gestió del coneixement com un recurs estratègic, tot fomentant els processos de compartir el coneixement.

### Tipologia
El coneixement tàcit és el valor afegit que proporciona cada individu al si d'una organització o agrupació, que serà el fruit de l'aprenentatge i de les experiències viscudes, i estarà influenciat per l'entorn cultural, social i per la mateixa interpretació cognitiva de cadascú. És molt eficaç, però difícil de transmetre. Dins de les organitzacions, els treballadors poden adquirir coneixement tàcit, deguts a la seva experiència o formació, però esdevé de difícil transmissió. Mitjançant processos de socialització del coneixement, aquests esdevenen explícits. Un dels processos per a transformar el coneixement tàcit en coneixement explícit és el procés SECI: Socialització, Externalització, Combinació, Internalització.
Quan l'individu és capaç de transformar el coneixement tàcit en quelcom tangible, que es pot transmetre i emmagatzemar, ja que és entès i assumit pels altres individus per a la seva posterior aplicació, parlem de coneixement explícit.
Per coneixement cultural s'entén l'argot o terminologia, nomenclatures i procediments adoptats pels individus d'una organització per entendre's entre ells, que els serveix per comunicar-se més fàcilment, però que són aliens a altres persones que no pertanyen al grup.
El Coneixement organitzacional comprèn el coneixement tàcit de tots els membres d'una organització, els mecanismes per transformar-lo en explícit i tot el coneixement cultural afí a aquesta.

## Eines
La Tecnologia té un paper destacat en la creació, expansió i l'intercanvi de coneixement. Existeixen en el mercat nombrosos exemples de programari per a la gestió del coneixement, tot i que cal diferenciar-los dels que són només una eina de gestió empresarial i processament de dades.

### Eines de gestió
- ERP o Enterprise Resource Planning

- CRM o Customer Relationship Manegement
- SGBD o Sistemes de Gestió de Bases de Dades

### Eines d'anàlisi d'informació
- Data Mining o mineria de dades
- Text Mining o mineria de texts
- Sistemes Experts
- Intel·ligència Artificial
- Mapes conceptuals o del coneixement
- DSS o Decission Suport System

### Eines de comunicació
- Groupware o comunicació grupal
- Workflow o flux de treball
- Eines CASE o DFD o diagrames de fluxes de dades